# کورمانو
کورمانو (به ایتالیایی: Cormano) یک کومونه در ایتالیا است که در استان میلان واقع شده‌است.

## خصوصیات
کورمانو ۴٫۵ کیلومترمربع مساحت و ۲۰٬۰۷۶ نفر جمعیت دارد و ۱۴۹ متر بالاتر از سطح دریا واقع شده‌است.